# Zwitserse Rode Kruis
Het Zwitserse Rode Kruis (ZRK, Duits: Schweizerisches Rotes Kreuz; Frans: Croix-Rouge suisse; Italiaans: Croce Rossa Svizzera) is de Zwitserse nationale afdeling van het Rode Kruis die werd opgericht in Bern in 1866. Het Zwitserse Rode Kruis is erkend door het Internationaal Comité van het Rode Kruis (ICRK) en maakt deel uit van de Internationale Federatie van Rode Kruis- en Rode Halve Maanverenigingen. Het Zwitserse Rode Kruis is de oudste en grootste hulporganisatie van Zwitserland en bestaat uit 24 kantonnale afdelingen, vier reddingsorganisaties, twee stichtingen en twee verenigingen.

## Geschiedenis

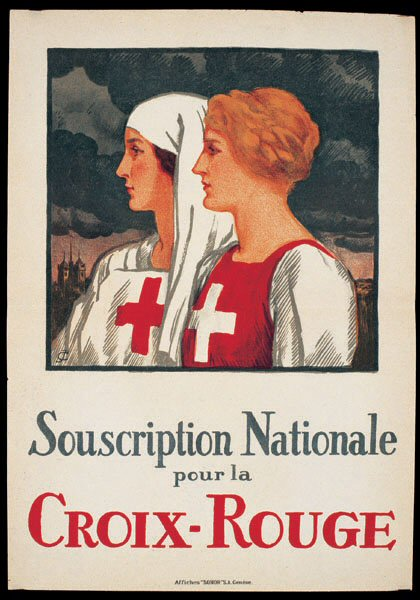
Affiche van het Zwitserse Rode Kruis tot fondsenwerving, 1917.

### Oprichting en eerste jaren
Het Zwitserse Rode Kruis werd op 17 juli 1866 in Bern opgericht door Bondsraadslid Jakob Dubs en Gustave Moynier en Guillaume-Henri Dufour van het Internationaal Comité van het Rode Kruis (ICRK) onder de benaming 'Hülfsverein für schweizerische Wehrmänner und deren Familien'.
De uitbouw van de Zwitserse nationale afdeling ging niet zonder slag of stoot. Enerzijds had Zwitserland in de tijd van de oprichting nog niet zo veel cohesie op federaal niveau en anderzijds kreeg men te kampen met politieke en religieuze twistpunten. Bovendien bleken de neutraliteit van het land en het gelijktijdige bestaan van het ICRK als rechtspersoon onder het Zwitserse recht verdere moeilijkheden te zijn.
De Zürichse geestelijke Walter Kempin richtte in 1882 de 'Centralverein des Schweizerischen Roten Kreuzes' op, dat hij tot 1885 zou leiden. Het duurde nog tot het begin van de 20e eeuw alvorens beide verenigingen naar elkaar zouden toegroeien. In deze periode ontstonden ook de meeste kantonnale en lokale afdelingen.
De eerste hulpoperatie van het Zwitserse Rode Kruis vond plaats in maart 1871, toen tijdens de Frans-Duitse Oorlog het Franse leger onder leiding van generaal Charles-Denis Bourbaki naar het neutrale Zwitserland vluchtte om aan de Duitsers te ontkomen. De 85.000 Franse troepen werden ontwapend en geïnterneerd maar konden in de komende zes weken rekenen op de medische zorgen van het Zwitserse Rode Kruis.

### Eerste Wereldoorlog

Ambulancetrein van het Zwitserse Rode Kruis tijdens de Eerste Wereldoorlog, met voorzitter Karl Bohny als derde van rechts.

Tijdens de Eerste Wereldoorlog stond het Zwitserse Rode Kruis in voor de nodige sociale en materiële steun aan de Zwitserse gemobiliseerde soldaten. Hoewel Zwitserland neutraal was in dit conflict, was het Zwitserse leger immers wel uiterst waakzaam voor een eventuele aanval. Daarenboven bood het ZRK eveneens humanitaire hulp aan door met speciaal uitgeruste ambulancetreinen ongeveer 80.000 Franse en Duitse gewonde soldaten uit krijgsgevangenenkampen te repatriëren naar hun thuisland. Duitse soldaten met longklachten werden via Konstanz geïnterneerd in enkele Zwitserse bergkuuroorden.

### Interbellum
Kort na de oorlog bood het Zwitserse Rode Kruis hulp bij de pandemie van de Spaanse griep die in 1918-1919 ook in Zwitserland mensenlevens kostte. Tijdens het interbellum leverde men ook voedselhulp in het buitenland, zoals in Wenen in 1919 en in Rusland in 1922.

### Tweede Wereldoorlog
Tijdens de Tweede Wereldoorlog was Zwitserland opnieuw neutraal, maar ook nu ondersteunde het Zwitserse Rode Kruis de burgerbevolking en de Zwitserse gemobiliseerde soldaten en organiseerde men bloeddonaties. Tijdens de oorlog ving het Zwitserse Rode Kruis, vanaf 1942, ook 180.000 kinderen op in het kader van de kinderhulp.

### Naoorlogse periode
Bij besluit van 23 oktober 1951 werd het Zwitserse Rode Kruis door de Bondsvergadering, het federale parlement, officieel erkend als nationale afdeling van het Rode Kruis. In de daaropvolgende jaren verschoof het zwaartepunt van de activiteiten van de militaire naar de burgerlijke hulp. De ZRK zorgde mee voor een verdere professionalisering van de gezondheids- en verpleegkundige zorg en de reddingsdiensten in Zwitserland. Daarnaast is men ook actief in de vluchtelingensector door het ondersteunen van asielzoekers en migranten en het verlenen van nood- en wederopbouwhulp.

## Kantonnale afdelingen

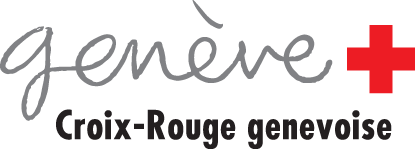
Logo van de Geneefse kantonnale afdeling.

Bijna alle Zwitserse kantons hebben een eigen kantonnale Rode Kruis-afdeling. De kantons Obwalden en Nidwalden vormen samen één afdeling, net zoals de kantons Appenzell Ausserrhoden en Appenzell Innerrhoden. Hierdoor zijn er geen 26 maar 24 kantonnale afdelingen.

## Voorzitters
Sinds de oprichting in 1866 waren de volgende personen voorzitter of voorzitster van het Zwitserse Rode Kruis:
| Periode    | Naam                    |
| ---------- | ----------------------- |
| 1866-1872  | Jakob Dubs              |
| 1873-1882  | Karl Schenk             |
| 1882-1885  | Walter Kempin           |
| 1886-1902  | Alfred Stähelin         |
| 1902-1905  | Heinrich Haggenmacher   |
| 1905-1908  | Hans Konrad Pestalozzi  |
| 1908-1909  | Edmund von Steiger      |
| 1910-1918  | Isaak Iselin-Sarasin    |
| 1918-1928  | Karl Bohny              |
| 1928-1929  | Alfred Kohler           |
| 1929-1939  | Anton von Schulthess    |
| 1939-1946  | Johannes von Muralt     |
| 1946-1954  | Gustav Adolf Bohny      |
| 1954-1968  | Ambrosius von Albertini |
| 1968-1982  | Hans Haug               |
| 1982-1988  | Kurt Bolliger           |
| 1988-1996  | Karl Kennel             |
| 1997-2001  | Franz Muheim            |
| 2001-2011  | René Rhinow             |
| 2011-2019  | Annemarie Huber-Hotz    |
| sinds 2019 | Thomas Heiniger         |